# Karl Albert Henkelmann
Karl Albert Henkelmann (* 8. Dezember 1858 in Dodenau; † 6. November 1928 in Bensheim) war ein deutscher Sachbuchautor, und Heimatforscher.

## Leben
Henkelmann studierte in Gießen Lehramt und kam 1899 nach Bensheim, um dort als Lehrer, später Professor, im dortigen Gymnasium zu unterrichten. Er gründete mit anderen den Museumsverein Bensheim. Im Gebäude Alte Faktorei wurde das Heimatmuseum 1909 eröffnet und Henkelmann zum Leiter des „Bergsträßer Heimatmuseums“ ernannt.
1913 ernannte man ihn zum Kreisurkundenpfleger. Henkelmann rief die „Bergsträßer Geschichtsblätter“ ins Leben und verfasste dazu in den Jahren 1924 bis 1928 mehr als 80 Beiträge.

## Publikationen
- Das Bauernhaus Des Odenwaldes Und Des Südwestlichen Deutschlands (Classic Reprint), FB&C LTD, 2018 ISBN 978-0259156239
- Helden vom Stegreif. Die letzten Tage der Burg Tannenberg, Jugendschriftverlag von Dr. Max Gehlen (1923)
- Das Kloster Lorsch, F. Kaufbach, Bensheim 1922.
- Geschichte der Stadt Bensheim bis zum Ausgang des Dreißigjährigen Krieges. Verfassung und Verwaltung, Gerichtsbarkeit, Kaulbach, Bensheim a.d. Bergstraße, (1920)
- Auf dem Frankenstein, Beutel Augenoptik, Auflage: Nachdr. d. Orig. 1912 (2005) ISBN 978-3980886956
- Fürstabt und Erzbischof., Leipzig, Verlag Ferdinand Hirt & Sohn (1912)
- Fürstabt und Erzbischof. Kulturgeschichtliche Erzählung aus der Zeit der Fränkischen Kaiser., Leipzig Ferdinand Hirt & Sohn (1911)